# Alberto Antonio di Schwarzburg-Rudolstadt
Alberto Antonio di Schwarzburg-Rudolstadt (Rudolstadt, 14 novembre 1641 – Rudolstadt, 15 dicembre 1710) è stato conte e poi principe di Schwarzburg-Rudolstadt sino alla propria morte.

## Biografia
Genitori di Alberto Antonio furono il conte Luigi Günther di Schwarzburg-Rudolstadt ed Emilia di Oldenburg. Ottenne la prima istruzione dal 1657 tramite il tutore privato Ahasverus Fritsch, ma fu sua madre ad occuparsi della sua educazione religiosa che venne condotta all'insegna del più stretto pietismo.
Nel 1662, raggiunta la maggiore età, poté reggere autonomamente il trono dei suoi antenati senza la madre come reggente, ed in quello stesso anno promosse Ahasuerus Fritsch a cancelliere della contea di Schwarzburg-Rudolstadt.
Alberto Antonio iniziò la propria carriera politica come Commissario imperiale dell'Imperatore Giuseppe I nel 1705, quando gli vennero assegnate anche le rendite delle città di Muehlhausen e Goslar, col diritto di coniare anche moneta propria.
Per i propri meriti, nel 1697 l'Imperatore l'aveva già elevato al grado di Principe del Sacro Romano Impero e la stessa Contea di Schwarzburg-Rudolstadt era divenuta un principato. Alberto Antonio ad ogni modo non fece mai vanto di queste onorificenze data la sua inclinazione religiosa e pietista che lo allineava ad una condotta modesta, che condivise in particolare con la propria sorella Ludmilla, a cui era particolarmente legato.
Nel 1697/98 avviò la costruzione del castello di caccia di Rathsfeld, secondo un progetto di stile barocco. In esso volle la costruzione di una grandiosa cappella a tre piani di forma circolare.
Interessato alle scienze, si dedicò anche di opere assistenziali che vennero largamente diffuse nei suoi domini.
Morì il 15 dicembre 1710.

## Matrimonio e figli
Sua moglie fu la famosa Emilia Giuliana, nata Contessa di Barby, cantata nell'altrettanto celebre canzone di Dichterin; la coppia si sposò nel 1665 ed ebbe i seguenti figli:
- Luigi Federico I (1667-1718), successore al principato di Schwarzburg-Rudolstadt
- Albertina Antonia (nata e morta nel 1668)

## Ascendenza
|                                            |                        |                                           | Genitori                               |  |  | Nonni |  |  | Bisnonni                  |  |  | Trisnonni                              |  |
|                                            |                        |                                           |                                        |  |  |       |  |  | Günther XL di Schwarzburg |  |  | Enrico XXXI di Schwarzburg-Blankenburg |  |
|                                            |                        |                                           |                                        |  |  |       |  |  | Günther XL di Schwarzburg |  |  | Enrico XXXI di Schwarzburg-Blankenburg |  |
|                                            |                        | Maddalena di Hohenstein                   |                                        |  |  |       |  |  | Günther XL di Schwarzburg |  |  |                                        |  |
| Alberto VII di Schwarzburg-Rudolstadt      |                        |                                           |                                        |  |  |       |  |  | Günther XL di Schwarzburg |  |  |                                        |  |
|                                            |                        | Elisabetta di Isenburg-Büdingen-Ronneburg | Filippo di Isenburg-Büdingen-Ronneburg |  |  |       |  |  |                           |  |  |                                        |  |
|                                            |                        | Elisabetta di Isenburg-Büdingen-Ronneburg | Filippo di Isenburg-Büdingen-Ronneburg |  |  |       |  |  |                           |  |  |                                        |  |
|                                            |                        | Elisabetta di Isenburg-Büdingen-Ronneburg | Amalia di Rieneck                      |  |  |       |  |  |                           |  |  |                                        |  |
| Luigi Günther di Schwarzburg-Rudolstadt    |                        | Elisabetta di Isenburg-Büdingen-Ronneburg |                                        |  |  |       |  |  |                           |  |  |                                        |  |
|                                            |                        | Guglielmo I di Nassau-Dillenburg          | Giovanni V di Nassau-Dillenburg        |  |  |       |  |  |                           |  |  |                                        |  |
|                                            |                        | Guglielmo I di Nassau-Dillenburg          | Giovanni V di Nassau-Dillenburg        |  |  |       |  |  |                           |  |  |                                        |  |
|                                            |                        | Guglielmo I di Nassau-Dillenburg          | Elisabetta d'Assia-Marburg             |  |  |       |  |  |                           |  |  |                                        |  |
| Giuliana di Nassau-Dillenburg              |                        | Guglielmo I di Nassau-Dillenburg          |                                        |  |  |       |  |  |                           |  |  |                                        |  |
|                                            |                        | Giuliana di Stolberg                      | Botho VIII di Stolberg-Wernigerode     |  |  |       |  |  |                           |  |  |                                        |  |
|                                            |                        | Giuliana di Stolberg                      | Botho VIII di Stolberg-Wernigerode     |  |  |       |  |  |                           |  |  |                                        |  |
|                                            |                        | Giuliana di Stolberg                      | Anna di Eppstein-Königstein            |  |  |       |  |  |                           |  |  |                                        |  |
| Alberto Antonio di Schwarzburg-Rudolstadt  |                        | Giuliana di Stolberg                      |                                        |  |  |       |  |  |                           |  |  |                                        |  |
|                                            | Antonio I di Oldenburg | Giovanni V di Oldenburg                   |                                        |  |  |       |  |  |                           |  |  |                                        |  |
|                                            | Antonio I di Oldenburg | Giovanni V di Oldenburg                   |                                        |  |  |       |  |  |                           |  |  |                                        |  |
|                                            | Antonio I di Oldenburg | Anna di Anhalt-Zerbst                     |                                        |  |  |       |  |  |                           |  |  |                                        |  |
| Antonio II di Oldenburg-Delmenhorst        | Antonio I di Oldenburg |                                           |                                        |  |  |       |  |  |                           |  |  |                                        |  |
|                                            |                        | Sofia di Sassonia-Lauenburg               | Magnus I di Sassonia-Lauenburg         |  |  |       |  |  |                           |  |  |                                        |  |
|                                            |                        | Sofia di Sassonia-Lauenburg               | Magnus I di Sassonia-Lauenburg         |  |  |       |  |  |                           |  |  |                                        |  |
|                                            |                        | Sofia di Sassonia-Lauenburg               | Caterina di Braunschweig-Lüneburg      |  |  |       |  |  |                           |  |  |                                        |  |
| Emilia di Oldenburg-Delmenhorst            |                        | Sofia di Sassonia-Lauenburg               |                                        |  |  |       |  |  |                           |  |  |                                        |  |
|                                            |                        | Enrico III di Brunswick-Lüneburg          | Ernesto I di Brunswick-Lüneburg        |  |  |       |  |  |                           |  |  |                                        |  |
|                                            |                        | Enrico III di Brunswick-Lüneburg          | Ernesto I di Brunswick-Lüneburg        |  |  |       |  |  |                           |  |  |                                        |  |
|                                            |                        | Enrico III di Brunswick-Lüneburg          | Sofia di Meclemburgo-Schwerin          |  |  |       |  |  |                           |  |  |                                        |  |
| Sibilla Elisabetta di Brunswick-Dannenberg |                        | Enrico III di Brunswick-Lüneburg          |                                        |  |  |       |  |  |                           |  |  |                                        |  |
|                                            |                        | Ursula di Sassonia-Lauenburg              | Francesco I di Sassonia-Lauenburg      |  |  |       |  |  |                           |  |  |                                        |  |
|                                            |                        | Ursula di Sassonia-Lauenburg              | Francesco I di Sassonia-Lauenburg      |  |  |       |  |  |                           |  |  |                                        |  |
|                                            |                        | Ursula di Sassonia-Lauenburg              | Sibilla di Sassonia                    |  |  |       |  |  |                           |  |  |                                        |  |
|                                            |                        | Ursula di Sassonia-Lauenburg              |                                        |  |  |       |  |  |                           |  |  |                                        |  |

## Fonti
- Heinrich Friedrich Theodor Apfelstedt: Das Haus Kevernburg-Schwarzburg von seinem Ursprunge bis auf unsere Zeit: dargestellt in den Stammtafeln seiner Haupt- und Nebenlinien und mit biographischen Notizen über die wichtigsten Glieder derselben, Bertram, Sondershausen, 1890, ISBN 3-910132-29-4
- Horst Fleischer: Die Grafen von Schwarzburg-Rudolstadt: Albrecht VII. bis Albert Anton, Rudolstadt, 2000, ISBN 3-910013-40-6
- Johann Christian August Junghans: Geschichte der schwarzburgischen Regenten, Leipzig, 1821 Online